# Karl-Heinrich Heise
Karl-Heinrich Heise (* 12. Dezember 1903 in Fallersleben, jetzt ein Stadtteil von Wolfsburg; † 13. November 1962 ebenda) war ein deutscher Politiker (DP, CDU) und Abgeordneter des Niedersächsischen Landtages.

## Leben
Nach der Schule in Fallersleben und Braunschweig studierte Heise Maschinenbau. Ab dem Jahr 1927 arbeitete er in Dresden in der Kraftfahrzeugindustrie und wurde dort 1930 selbstständiger Generalvertreter von Automobilfabriken mit eigenen Reparaturwerkstätten.
Im Zweiten Weltkrieg wurde er an die Kriegsmarinewerft Kiel dienstverpflichtet, er wurde Oberingenieur beim Oberkommando der Kriegsmarine in Berlin und war dort zuständig für die Materialwirtschaft zur Instandsetzung von Schiffen und U-Booten. Im Wehrkreis Sachsen wurde er geschäftsführender Beauftragter für die Instandsetzung von Kraftfahrzeugen von Wirtschaft und Wehrmacht, schließlich Sonderbeauftragter des Oberkommandos der Wehrmacht für die Instandsetzung der Kraftfahrzeuge.
Da er durch die schweren Luftangriffe auf Dresden seine Existenz in Dresden verloren hatte, kehrte er nach Ende des Zweiten Weltkrieges nach Fallersleben zurück. Er wurde dort Mitbegründer und erster Generalsekretär der Deutschen Partei. Seit dem Jahr 1948 bekleidete er das Amt des Bürgermeisters der damaligen Stadt Fallersleben und wurde 1949 im Landkreis Gifhorn Landrat, ein Amt, das er bis zu seinem Tode ausübte.
Heise gehörte dem Niedersächsischen Landtag von 1951 bis 1955 und von 1959 bis zu seinem Tode an. Wurde er 1951 über die Gemeinschaftsliste von DP und CDU, die dann auch im Landtag eine gemeinsame Fraktion bildeten, im Wahlkreis 45 gewählt, so kam er 1959 für die Deutsche Partei im Wahlkreis 46 in den Landtag. Durch die Fusion der DP mit dem GB/BHE wurde er 1961 Mitglied des Fusionsprodukts Gesamtdeutsche Partei, für die er bei der Bundestagswahl 1961 erfolglos im Bundestagswahlkreis Uelzen antrat. Zum 1. April 1962 trat er zur CDU über. Der Landtag wählte ihn 1959 zum Mitglied der Bundesversammlung, die Heinrich Lübke zum Bundespräsidenten wählte.
Karl-Heinrich Heise war verheiratet und hatte acht Kinder.